# Ramnóz
A ramnóz egy természetben előforduló dezoxicukor.
Lehet metilpentózként és 6-dezoxi-hexózként is osztályozni.
A ramnóz a természetben   l-ramnóz (6-dezoxi-l-mannóz) formában fordul elő. Ez szokatlan, mivel a legtöbb természetes cukor 
d-konfigurációjú. Kivételek  az l-fukóz, l-ramnóz metilpentózok és a pentóz l-arabinóz. Azonban a természetben bizonyos baktériumokban (például Pseudomonas aeruginosa és Helicobacter pylori) megtalálható 
d-ramnóz.
A ramnóz a természetben a növényvilágban fordul elő glikozidok alakjában. Egyes oligoszacharidok építőköve. A ramnóz oldatából a piranózgyűrűs alak α-anomerjének kristályvizet tartalmazó alakja kristályosítható ki. Létezik a β-anomerje is. A ramnóz vízben és alkoholban jól oldódik.

## Külső hivatkozások
- Use of L-rhamnose to Study Irreversible Adsorption of Bacteriophage PL-1 to a Strain of Lactobacillus casei Journal of General Virology